# Renato Boccardo
Renato Boccardo (Sant'Ambrogio di Torino, 21 dicembre 1952) è un arcivescovo cattolico italiano, dal 16 luglio 2009 arcivescovo di Spoleto-Norcia.

## Biografia
Nasce a Sant'Ambrogio di Torino, in città metropolitana di Torino e diocesi di Susa, il 21 dicembre 1952 da Luciano Boccardo ed Elda Bronzino.

### Formazione e ministero sacerdotale
Dopo la maturità classica, frequenta la Pontificia Università San Tommaso d'Aquino e Pontificia Università Gregoriana come alunno dell'Almo collegio Capranica a Roma.
Il 25 giugno 1977 è ordinato presbitero, nella chiesa di San Giovanni Vincenzo a Sant'Ambrogio di Torino, dal vescovo Giuseppe Garneri per la diocesi di Susa.
Consegue la licenza in teologia dogmatica e la laurea in diritto canonico.
Il 1º maggio 1982 entra nel servizio della Santa Sede, prestando la propria opera nelle rappresentanze pontificie in Bolivia, Camerun e Francia.
Il 20 gennaio 1986 è insignito del titolo di cappellano di Sua Santità.
Dal 1988 al 2003 è uno dei cerimonieri pontifici. Il 22 luglio 1992 è nominato responsabile della Sezione Giovani del Pontificio consiglio per i laici e in qualità di responsabile per la Sezione Giovani, coordina l'organizzazione e la celebrazione delle Giornate Mondiali della Gioventù di Denver nel 1993, Manila nel 1995, Parigi nel 1997, Roma nel 2000, nonché il pellegrinaggio dei giovani d'Europa a Loreto nel 1995.
Il 10 febbraio 2001 è nominato capo del Protocollo con incarichi speciali presso la Sezione Affari Generali della Segreteria di Stato e come responsabile dell'organizzazione dei viaggi del Santo Padre.

### Ministero episcopale
Il 29 novembre 2003 papa Giovanni Paolo II lo nomina vescovo titolare di Acquapendente e segretario del Pontificio consiglio delle comunicazioni sociali; succede a Pierfranco Pastore, dimessosi per raggiunti limiti di età. Il 24 gennaio 2004 riceve l'ordinazione episcopale, all'altare della Cattedra nella basilica di San Pietro in Vaticano, dal cardinale Angelo Sodano, co-consacranti gli arcivescovi Leonardo Sandri (poi cardinale) e Piero Marini.
Il 22 febbraio 2005 il papa lo nomina segretario generale del Governatorato dello Stato della Città del Vaticano; succede a Gianni Danzi, nominato prelato di Loreto.
Il 16 luglio 2009 papa Benedetto XVI lo nomina arcivescovo di Spoleto-Norcia; succede a Riccardo Fontana, nominato vescovo, con il titolo ad personam di arcivescovo, di Arezzo-Cortona-Sansepolcro. Il successivo 11 ottobre prende possesso dell'arcidiocesi.
Il 22 dicembre 2012 è nominato membro della Congregazione delle cause dei santi ed il 19 dicembre 2013 è confermato nell'incarico.
Il 2 ottobre 2015 il Consiglio permanente della Conferenza Episcopale Italiana lo nomina membro della Commissione episcopale per la dottrina della fede, l'annuncio e la catechesi. Nella Conferenza episcopale umbra è delegato per l'evangelizzazione (dottrina e catechesi, ecumenismo e dialogo interreligioso, comunicazioni sociali, servizio informatico regionale, pastorale giovanile e oratori).
Il 18 settembre 2017 è eletto presidente della Conferenza episcopale umbra.
Nel novembre 2020 è stato ricoverato presso il policlinico Agostino Gemelli di Roma, a causa di una polmonite bilaterale dovuta al contagio di COVID-19.

## Genealogia episcopale
La genealogia episcopale è:
- Cardinale Scipione Rebiba
- Cardinale Giulio Antonio Santori
- Cardinale Girolamo Bernerio, O.P.
- Arcivescovo Galeazzo Sanvitale
- Cardinale Ludovico Ludovisi
- Cardinale Luigi Caetani
- Cardinale Ulderico Carpegna
- Cardinale Paluzzo Paluzzi Altieri degli Albertoni
- Papa Benedetto XIII
- Papa Benedetto XIV
- Papa Clemente XIII
- Cardinale Marcantonio Colonna
- Cardinale Giacinto Sigismondo Gerdil, B.
- Cardinale Giulio Maria della Somaglia
- Cardinale Carlo Odescalchi, S.I.
- Vescovo Eugène de Mazenod, O.M.I.
- Cardinale Joseph Hippolyte Guibert, O.M.I.
- Cardinale François-Marie-Benjamin Richard de la Vergne
- Cardinale Pietro Gasparri
- Cardinale Clemente Micara
- Cardinale Antonio Samorè
- Cardinale Angelo Sodano
- Arcivescovo Renato Boccardo

## Opere
- Renato Boccardo e Renzo Agasso, Il "mio" Giovanni Paolo II, Paoline Editoriale Libri, 2013, ISBN 9788831544160.